# Distretto di Saucepampa
Il distretto di Saucepampa è uno degli undici distretti  della provincia di Santa Cruz, in Perù. Si trova nella regione di Cajamarca e si estende su una superficie di 31,58 chilometri quadrati.

Istituito il 1 settembre 1989, ha per capitale la città di Saucepampa; al censimento 2005 contava 2.079 abitanti.